# Matthew Busche
Matthew Busche nascido a 9 de maio de 1985 em Wisconsin, é um ciclista profissional estadunidense.
Começou a competir em agosto de 2009 com a equipa Kelly Benefit Strategies, e destaca terminando 5º no Campeonato dos Estados Unidos em Estrada. Ao ano seguinte, alinha pela equipa Team RadioShack, criado por Lance Armstrong.

## Palmarés
2011
- 3º no Campeonato dos Estados Unidos Contrarrelógio
- Campeonato dos Estados Unidos em Estrada

2015
- Campeonato dos Estados Unidos em Estrada

## Resultados nas Grandes Voltas e Campeonatos do Mundo
| Carreira           | 2009 | 2010 | 2011 | 2012 | 2013 | 2014 | 2015 | 2016 |
| ------------------ | ---- | ---- | ---- | ---- | ---- | ---- | ---- | ---- |
| Giro d'Italia      | -    | -    | -    | -    | -    | -    | -    | -    |
| Tour de France     | -    | -    | -    | -    | -    | 98º  | -    | -    |
| Volta a Espanha    | -    | -    | 113º | -    | 64º  | -    | -    | -    |
| Mundial em Estrada | -    | -    | 157º | Ab.  | Ab.  | -    | -    | -    |

-: não participa 
Ab.: abandono

## Equipas
- Kelly Benefit Strategies (2009)
- Team RadioShack (2010-2011)
- RadioShack/Trek (2012-2015)
  - RadioShack-Nissan (2012)
  - RadioShack Leopard (2013)
  - Trek Factory Racing (2014-2015)
- UnitedHealthcare (2016)